# Clive Sinclair
Clive Sinclair (Richmond upon Thames, 30 juli 1940 – Londen, 16 september 2021) was een Engelse uitvinder en ondernemer die op verschillende gebieden actief is geweest.

## Carrière
In 1972 verkocht hij de eerste pocketcalculator, in 1976 het eerste digitale horloge en in 1977 de eerste pocket-televisie. In 1979 werd Sinclair een computerpionier met het uitbrengen van de eerste betaalbare homecomputer voor de consument: de MK14-computerkit. Door het grote succes van deze computer ontdekte Clive Sinclair dat er een groot marktpotentieel zat in het verkopen van computers. Hij introduceerde hierna in 1980 de Sinclair ZX80, die zowel als bouwpakket als kant-en-klaar op de markt werd gebracht. Deze homecomputer werd in 1981 opgevolgd door de ZX81, in 1982 de ZX Spectrum en in 1984 de QL, Quantum Leap microcomputer met een compleet officepakket van Psion.
In 1981 richtte hij Sinclair Research Ltd op, een Engelse microcomputer-, elektronica- en vervoermiddelenfabrikant (als opvolger van Sinclair Radionics Ltd, die werd uitgekocht door de Britse staat).
In 1983 verkreeg hij een Knighthood waardoor hij de titel sir mocht voeren.
In 1985 betrad hij nieuwe wegen met de verkoop van de Sinclair C5, een elektrisch voortbewogen driewielfiets. Dat bleek een dure grap, maar geen commercieel succes. Dat was zo'n misser dat hij genoodzaakt was de computerdivisie af te stoten aan Amstrad. Anno 2010 heeft hij een nieuwe variant daarop ontwikkeld, de Sinclair X-1.
In 1988 keerde Sir Clive terug op de computermarkt onder het merk Cambridge Computer met de portable computer Z88. Die computer leek wel iets op de Spectrum, ook met rubbertoetsen maar dan wel met een ingebouwd lcd-display.
In februari 1992 verkocht hij Zike, een nieuwe elektrische fiets, gevolgd door de Zeta, een elektrische hulpmotor voor fietsen. In juni 1997 ontwikkelde Sir Clive de Sinclair X1 Button Radio.
In 2006 lanceerde Sinclair Research de A-bike, de kleinste opvouwbare fiets ter wereld.
Sir Clive was van 1980 tot 1997 voorzitter van Mensa. In 2009 vertoonde de BBC een docudrama op televisie getiteld Micro Men over de concurrentiestrijd tussen Sinclair en Acorn in de jaren 80.
Sinclair overleed na een lang ziekbed op 16 september 2021 op 81-jarige leeftijd.

## Bedrijf
- Sinclair Research Ltd, een Engelse microcomputer-, elektronica- en vervoermiddelenfabrikant, opgericht door Sir Clive Sinclair

## Vervoermiddelen
- Sinclair C5, een elektrische ligfiets
- Sinclair Zike, een elektrische fiets
- Sinclair A-bike, een ultra-compacte vouwfiets
- Sinclair X-1, een elektrische ligfiets